# Fritz Krebs
Fritz Krebs (ur. 26 listopada 1896, zm. 16 lipca 1917) – niemiecki as myśliwski z czasów I wojny światowej z 8 potwierdzonymi zwycięstwami powietrznymi.
Służbę w eskadrze myśliwskiej Jagdstaffel 11 rozpoczął 6 maja 1917 roku. Pierwsze zwycięstwo powietrzne odniósł już 10 maja. Fritz Krebs jako pierwszy pilot z Jagdstaffel 6 uzyskał tytuł asa myśliwskiego. Po odniesieniu 8 zwycięstw powietrznych 16 lipca został zestrzelony i zginął w okolicach Zonnebeke w Belgii. Prawdopodobnie Krebs został zestrzelony przez angielskiego asa, majora Geoffreya Hiltona Bowmana. Został pochowany w zbiorowym grobie na cmentarzu w Menen.